# Bajram Curri
Această pagină este despre un erou național albanez - pentru orașul numit după el, vedeți Bajram Curri (oraș).
Bajram Curri (1862 sau 1866 – 29 martie 1925) a fost un om politic albanez, care a luptat pentru independența Albaniei, iar mai târziu pentru încorporarea provinciei Kosovo în Albania după Tratatul de la Londra din 1913. El a primit postum titlul de Erou al Albaniei.

## Context politic
Bajram Curri s-a născut în 1862 sau 1866. Cele mai multe dintre surse consideră 1862 ca fiind anul nașterii sale, în timp ce mai multe surse recente, bazate pe pașaportul său descoperit recent, susțin că s-ar fi născut în 1866. Familia sa își are originea în localitatea Krasniqe (actualul Tropojë) din regiunea Gjakova, Kosovo. La momentul nașterii sale, familia Curri se afla în închisoarea otomană din Krushë e Madhe, Orahovac; tatăl său Shaqir Aga condusese o rebeliune în Krasniqe împotriva turcilor din cauza impozitelor mari și a politicii abuzive de recrutare militară, și a fost arestat. Shaqir Aga Curri era un om de încredere al lui Abdullah Pașa Dreni din Yakova și se pare că a avut un rol esențial în colectarea taxelor și în expedițiile de represalii ale lui Pașa Dreni în zonă. El l-a ajutat pe Pașa Dreni în timpul atacului împotriva lui Mehmed Ali Pașa și a fost ucis într-o încăierare de către oștile Ligii de la Prizren.
În timp ce regiunile de astăzi ale Albaniei și Serbiei se aflau sub control otoman, Curri a reprezentat interesele albanezilor. A luptat cu succes în 1912 împotriva Tinerilor Turci. În timpul Primului Război Mondial, el a organizat o unitate de partizani ce făcea parte din mișcarea Kachak prin intermediul Comitetului pentru Apărare Națională din Kosovo, al cărui membru era. În 1893 el a participat la  revolta condusă de Haxhi Zeka în Kosovo, care a fost repede înăbușită de armata otomană. În 1899 el a devenit membru fondator al Ligii de la Peja, ce era condusă de Zeka. În 1906 a devenit unul dintre fondatorii organizației din Yakova a Comitetului Secret pentru Eliberarea Albaniei.

## Lupta pentru eliberarea Albaniei
Ca și mulți albanezi educați din acea vreme, Curri a sprijinit inițial revendicările publice ale Junilor Turci, dobândind promisiunile lor de a respecta tradițiile albaneze și dreptul de a purta arme, iar din acest motiv Curri împreună cu Nexhip Draga a luat parte la Revoluția Junilor Turci. Acțiunilor lor represive și nerespectarea promisiunilor l-a determinat pe Curri să-și reia activitățile militante împotriva autorităților otomane. El a avut un rol activ în Revolta Albaneză din 1912, luptând alături de Hasan Prishtina, Isa Boletini, Themistokli Gërmenji și alții împotriva turcilor.
În 1915 el a devenit membru fondator al Comitetului pentru Apărare Națională din Kosovo. Această organizație a stabilit mai târziu relații cu Cominternul (care oferea sprijin pentru autodeterminarea națiunilor), iar Curri i-a spus mai târziu, în decembrie 1921, ambasadorului sovietice de la Viena că, „poporul albanez așteaptă cu nerăbdare stabilirea frontierelor sale, nu pe baza considerațiilor istorice brutale și sângeroase, ci mai degrabă pe baza situației de fapt care există astăzi. Cu convingerea fermă că Rusia Sovietică va putea, în viitorul apropiat, să stabilească granițele Europei, mai ales în Balcani, mă rog ca marele guvern sovietic să susțină cererile justificate ale noastre în acel moment”.
După Congresul de la Lushnja din 1920 a devenit ministru fără portofoliu în guvernul albanez. El s-a alăturat forțelor de stânga ale lui Fan Noli împotriva lui Ahmet Zogu. În decembrie 1921 a devenit ministru de război în guvernul fragil al lui Hasan Prishtina, înlocuindu-l pe Zogu. În câteva zile, cu toate acestea, Zogu i-a adunat pe susținătorii săi din districtul Mati și a răsturnat guvernul, forțându-i pe Prishtina, Curri și alții să fugă către nord. În martie 1922 Curri și Prishtina au declanșat o revoltă împotriva lui Zogu, care a eșuat. Revolta a fost zdrobită la 8 martie 1922 de căpitanul Prenk Pervizi, datorită eforturilor depuse de ambasadorul britanic în Albania, Harry Eyres, care l-a convins pe unul dintre comandanții rebelilor să se predea. Doi ani mai târziu, după ce a rămas în acest timp în munți cu scopul de a scăpa de urmărirea realizată de trupele loiale lui Zogu, el a făcut un apel la ridicarea armelor, declanșând Revoluția Burghezo-Democratică din iunie 1924 împotriva lui Zogu.
După înfrângerea revoluției, Curri și-a continuat opoziția sa față de Zogu. În 29 martie 1925 el a fost înconjurat de trupele loiale lui Zogu în timp ce se ascundea într-o peșteră de lângă Dragobia. S-a sinucis pentru a nu fi capturat. După mai mulți ani orașul Dragobia a fost redenumit în memoria lui.